# 桑萨克城堡
桑萨克城堡（法語：château de Sansac）是一座法国城堡，位于中央-卢瓦尔河谷大区安德尔-卢瓦尔省的洛什市，临安德尔河。这座城堡的名字来源于它的建造者，路易·普雷沃·德桑萨克（Louis Prévost de Sansac），他的名字来源于他在桑通日（夏朗德省）拥有的桑萨克城堡。

## 历史
这座城堡是由路易·普雷沃·德桑萨克在16世纪建造。前门弗朗索瓦一世的半身像上方雕刻有1529字样，可能表明城堡中央部分的建造完成日期。
1927年5月12日列为法国历史遗迹。